# Pawerův dům
Pawerův dům je starý měšťanský dům na Hlavním náměstí ve Starém Městě v Bratislavě. Dnes je součástí budovy Staré radnice, která vznikla spojením Pawerova domu, Ungerova domu a Aponiho paláce. Pawerův dům se nachází vlevo od Ungerova domu.
Dům si dal postavit ještě před rokem 1422 měšťan Hans Pawer. V současnosti je částečně obnovena jeho fasáda z první poloviny 15. století. Byl postaven o něco později než sousední domy. Na místě současného domu původně byla zahrada a ulička mezi dvěma domy.